# Gabrovice (Cres)
Gabrovice so danes nenaseljena vas na otoku Cres, ki se nahaja nad rtom Pernat. Dostop do vasi je po cesti iz Valuna, preko vasi Zbičina in Pernat. Nad vasjo je istoimenski hrib Gabrovice (311 mnm). V vasi je ohranjena cerkvica in nekaj pastirskih staj.